# Knoxia lineata
Knoxia lineata är en måreväxtart som beskrevs av Dc.. Knoxia lineata ingår i släktet Knoxia och familjen måreväxter.
Artens utbredningsområde är Java. Inga underarter finns listade i Catalogue of Life.